# LSW IF
LSW IF eller Lemunda Starka Wiljor Idrottsförening (klubben använder dock endast kortformen), är en fotbollsförening från centrala Motala i Östergötlands län, bildad den 4 november 1980 genom sammanslagning av Lemunda IF (bildad 1937) och IF Starka Wiljor (bildad 1922 som Västra Stenby IF, namnändrad 1932) LSW bedriver fotbollsverksamhet för såväl fkichor som pojkar och har ett herrlag som säsongen 2022 spelade i division IV.